# Йосип Дрмич
Йосип Дрмич (нім. Josip Drmić, нар. 8 серпня 1992, Лахен) — швейцарський футболіст, нападник клубу «Динамо» (Загреб) та національної збірної Швейцарії.

## Клубна кар'єра
У дорослому футболі дебютував 2010 року виступами за «Цюрих». У 2013 перебрався до Німеччини, ставши гравцем місцевого «Нюрнберга».
12 травня 2014 було повідомлено про перехід гравця до клубу «Баєр 04», з яким Дрмич уклав п'ятирічний контракт. Трансферну суму було оцінено в 7 мільйонів євро. 
Провівши лише один сезон у Леверкузені, змінив команду, перейшовши влітку 2015 до менхенгладбаської «Боруссії». Першу половину 2016 року провів в оренді у «Гамбурзі», де виходив на поле лише 6 разів, оскільки вде у березні отримав важку травму коліна, що залишила його поза грою до кінця сезону. Влітку 2016 повернувся з оренди до «Боруссії».

## Виступи за збірну
З 2011 року залучається до складу молодіжної збірної Швейцарії. На молодіжному рівні зіграв у 4 офіційних матчах, забив 2 голи.
2012 року захищав кольори олімпійської збірної Швейцарії на Олімпійських іграх 2012 року у Лондоні.
2014 року був включений до заявки національної збірної Швейцарії на тогорічний чемпіонат світу у Бразилії. На турнірі взяв участь в усіх чотирьох матчах своєї збірної, яка вибула з боротьби на стадії 1/8 фіналу, програвши майбутнім фіналістам змагання, Аргентині.
Євро-2016 пропустив, оскільки відновлювався від важкої травми коліна, отриманої за три місяці до континентальної першості.
2018 року був включений до заявки збірної для участі у своїй другій світовій першості — тогорічному чемпіонаті світу в Росії.
| Дата       | Місто               | Господарі      | Результат               | Гості       | Турнір                                         | Голи | Примітки |
| ---------- | ------------------- | -------------- | ----------------------- | ----------- | ---------------------------------------------- | ---- | -------- |
| 11-9-2012  | Люцерн              | Швейцарія      | 2 – 0                   | Албанія     | Відбір до ЧС 2014                              | -    | 91'      |
| 8-6-2013   | Женева              | Швейцарія      | 1 – 0                   | Кіпр        | Відбір до ЧС 2014                              | -    | 73'      |
| 6-9-2013   | Берн                | Швейцарія      | 4 – 4                   | Ісландія    | Відбір до ЧС 2014                              | -    | 76' 89'  |
| 15-11-2013 | Сеул                | Південна Корея | 2 – 1                   | Швейцарія   | товариський матч                               | -    | 85'      |
| 5-3-2014   | Санкт-Галлен        | Швейцарія      | 2 – 2                   | Хорватія    | товариський матч                               | 2    |          |
| 30-5-2014  | Люцерн              | Швейцарія      | 1 – 0                   | Ямайка      | товариський матч                               | 1    | 46'      |
| 3-6-2014   | Люцерн              | Швейцарія      | 2 – 0                   | Перу        | товариський матч                               | -    | 64'      |
| 15-6-2014  | Бразиліа            | Швейцарія      | 2 – 1                   | Еквадор     | ЧС 2014 - 1-й етап                             | -    | 75'      |
| 20-6-2014  | Сальвадор           | Швейцарія      | 2 – 5                   | Франція     | ЧС 2014 - 1-й етап                             | -    | 69'      |
| 25-6-2014  | Манаус              | Гондурас       | 0 – 3                   | Швейцарія   | ЧС 2014 - 1-й етап                             | -    | 74'      |
| 1-7-2014   | Сан-Паулу           | Аргентина      | 1 – 0 д.ч.              | Швейцарія   | ЧС 2014 - 1/8 фіналу                           | -    | 82'      |
| 8-9-2014   | Базель              | Швейцарія      | 0 – 2                   | Англія      | Відбір до ЧЄ 2016                              | -    | 64'      |
| 9-10-2014  | Марибор             | Словенія       | 1 – 0                   | Швейцарія   | Відбір до ЧЄ 2016                              | -    | 74'      |
| 14-10-2014 | Серравалле          | Сан-Марино     | 0 – 4                   | Швейцарія   | Відбір до ЧЄ 2016                              | -    | 46'      |
| 15-11-2014 | Санкт-Галлен        | Швейцарія      | 4 – 0                   | Литва       | Відбір до ЧЄ 2016                              | 1    | 63' 66'  |
| 18-11-2014 | Вроцлав             | Польща         | 2 – 2                   | Швейцарія   | товариський матч                               | 1    | 77'      |
| 27-3-2015  | Люцерн              | Швейцарія      | 3 – 0                   | Естонія     | Відбір до ЧЄ 2016                              | -    | 62'      |
| 31-3-2015  | Цюрих               | Швейцарія      | 1 – 1                   | США         | товариський матч                               | -    | 56'      |
| 10-6-2015  | Тун                 | Швейцарія      | 3 – 0                   | Ліхтенштейн | товариський матч                               | -    | 46'      |
| 14-6-2015  | Вільнюс             | Литва          | 1 – 2                   | Швейцарія   | Відбір до ЧЄ 2016                              | 1    | 81'      |
| 5-9-2015   | Базель              | Швейцарія      | 3 – 2                   | Словенія    | Відбір до ЧЄ 2016                              | 2    | 64'      |
| 8-9-2015   | Лондон              | Англія         | 2 – 0                   | Швейцарія   | Відбір до ЧЄ 2016                              | -    | 63'      |
| 9-10-2015  | Санкт-Галлен        | Швейцарія      | 7 – 0                   | Сан-Марино  | Відбір до ЧЄ 2016                              | -    | 77'      |
| 13-11-2015 | Трнава              | Словаччина     | 3 – 2                   | Швейцарія   | товариський матч                               | 1    | 58'      |
| 17-11-2015 | Відень              | Австрія        | 1 – 2                   | Швейцарія   | товариський матч                               | -    | 71'      |
| 25-3-2017  | Каруж               | Швейцарія      | 1 – 0                   | Латвія      | Відбір до ЧС 2018                              | 1    | 65'      |
| 27-3-2018  | Базель              | Швейцарія      | 6 – 0                   | Панама      | товариський матч                               | 1    | 47'      |
| 3-6-2018   | Віла-Реал (Іспанія) | Іспанія        | 1 – 1                   | Швейцарія   | товариський матч                               | -    | 46'      |
| 8-6-2018   | Лугано              | Швейцарія      | 2 – 0                   | Японія      | товариський матч                               | -    | 83'      |
| 22-6-2018  | Калінінград         | Сербія         | 1 – 2                   | Швейцарія   | ЧС 2018 - груповий етап                        | -    | 94'      |
| 27-6-2018  | Нижній Новгород     | Швейцарія      | 2 – 2                   | Коста-Рика  | ЧС 2018 - груповий етап                        | 1    | 69'      |
| 3-7-2018   | Санкт-Петербург     | Швеція         | 1 – 0                   | Швейцарія   | ЧС 2018 - 1/8 фіналу                           | -    |          |
| 5-6-2019   | Порту               | Португалія     | 3 – 1                   | Швейцарія   | Ліга націй УЄФА 2018-2019 - півфінал           | -    | 89'      |
| 9-6-2019   | Гімарайнш           | Швейцарія      | 0 – 0 д.ч. (5 - 6 п.п.) | Англія      | Ліга націй УЄФА 2018-2019 - матч за 3-тє місце | -    | 87'      |
| 12-10-2019 | Копенгаген          | Данія          | 1 – 0                   | Швейцарія   | Відбір до ЧЄ 2020                              | -    | 87'      |
| Усього     |                     | Матчів         | 35                      |             | Голів                                          | 12   |          |

## Титули і досягнення
- Володар Суперкубка Хорватії (2):

«Динамо»: 2022, 2023
- Чемпіон Хорватії (1):

«Динамо»: 2022-23